# Jenetina
Jenetina (penstemon, “bradasta nit”; lat. Penstemon),  rod od 280 vrsta jednogodišnjeg, dvogodišnjeg i višegodišnjeg zeljastog bilja iz porodice trpučevki smješten u tribus Cheloneae.
Stabljike narastu od 10 do 90 cm., ali neke vrste su i grmovi visoki do 3 metra. Cvjetovi su dvospolni, raznih boja (ljubičasti, crveni, bijeli). Karakteristično im je da imaju pet prašnika, pa i naziv roda penstemon dolazi od grčkih riječi pente (pet) i stemon (prašnik). Cvjetovi su skupljeni u cvatove. Cvatu od lipnja do listopada. Plodovi su kapsule sasjemenkama.
Domovina im je Sjeverna Amerika, a u Europu su uvezene od početka 19. stoljeća.

## Vrste
1. Penstemon abietinus Pennell
2. Penstemon absarokensis Evert
3. Penstemon acaulis L.O.Williams
4. Penstemon acuminatus Douglas ex Lindl.
5. Penstemon alamosensis Pennell & Nisbet
6. Penstemon albertinus Greene
7. Penstemon albidus Nutt.
8. Penstemon albomarginatus M.E.Jones
9. Penstemon ambiguus Torr.
10. Penstemon ammophilus N.H.Holmgren & L.M.Schultz
11. Penstemon amphorellae Crosswh.
12. Penstemon angelicus (I.M.Johnst.) Moran
13. Penstemon anguineus Eastw.
14. Penstemon angustifolius Nutt. ex Pursh
15. Penstemon arenarius Greene
16. Penstemon arenicola A.Nelson
17. Penstemon aridus Rydb.
18. Penstemon arkansanus Pennell
19. Penstemon atropurpureus (Sweet) G.Don
20. Penstemon attenuatus Douglas
21. Penstemon atwoodii S.L.Welsh
22. Penstemon auriberbis Pennell
23. Penstemon australis Small
24. Penstemon azureus Benth.
25. Penstemon baccharifolius Hook.
26. Penstemon barbatus (Cav.) Roth
27. Penstemon barnebyi N.H.Holmgren
28. Penstemon barrettiae A.Gray
29. Penstemon bicolor (Brandegee) Clokey & D.D.Keck
30. Penstemon bleaklyi O'Kane & K.D.Heil
31. Penstemon bolanius Straw
32. Penstemon bracteatus D.D.Keck
33. Penstemon bradburyi Pursh
34. Penstemon breviculus (D.D.Keck) G.T.Nisbet & R.C.Jacks.
35. Penstemon brevisepalus Pennell
36. Penstemon buckleyi Pennell
37. Penstemon caesius A.Gray
38. Penstemon caespitosus Nutt. ex A.Gray
39. Penstemon calcareus Brandegee
40. Penstemon californicus (Munz & I.M.Johnst.) D.D.Keck
41. Penstemon calycosus Small
42. Penstemon campanulatus (Cav.) Willd.
43. Penstemon canescens Britton
44. Penstemon cardinalis Wooton & Standl.
45. Penstemon cardwellii Howell
46. Penstemon carnosus Pennell
47. Penstemon caryi Pennell
48. Penstemon cedrosensis Krautter
49. Penstemon centranthifolius (Benth.) Benth.
50. Penstemon cinicola D.D.Keck
51. Penstemon clevelandii A.Gray
52. Penstemon clutei A.Nelson
53. Penstemon cobaea Nutt.
54. Penstemon comarrhenus A.Gray
55. Penstemon concinnus D.D.Keck
56. Penstemon confertus Douglas
57. Penstemon confusus M.E.Jones
58. Penstemon crandallii A.Nelson
59. Penstemon × crideri A.Nelson
60. Penstemon curtiflorus (D.D.Keck) N.H.Holmgren
61. Penstemon cusickii A.Gray
62. Penstemon cyananthus Hook.
63. Penstemon cyaneus Pennell
64. Penstemon cyanocaulis Payson
65. Penstemon cyathophorus Rydb.
66. Penstemon dasyphyllus A.Gray
67. Penstemon davidsonii Greene
68. Penstemon deamii Pennell
69. Penstemon deaveri Crosswh.
70. Penstemon debilis O'Kane & J.L.Anderson
71. Penstemon degeneri Crosswh.
72. Penstemon deustus Douglas
73. Penstemon digitalis Nutt. ex Sims
74. Penstemon diphyllus Rydb.
75. Penstemon discolor D.D.Keck
76. Penstemon dissectus Elliott
77. Penstemon distans N.H.Holmgren
78. Penstemon dolius M.E.Jones
79. Penstemon × dubius Davidson
80. Penstemon duchesnensis (N.H.Holmgren) Neese
81. Penstemon dugesii Pérez-Calix & Zacarías
82. Penstemon eatonii A.Gray
83. Penstemon elegantulus Pennell
84. Penstemon ellipticus J.M.Coult. & Fisher
85. Penstemon eriantherus Nutt. ex Pursh
86. Penstemon euglaucus English
87. Penstemon eximius D.D.Keck
88. Penstemon fasciculatus A.Gray
89. Penstemon fendleri Torr. & A.Gray
90. Penstemon filiformis (D.D.Keck) D.D.Keck
91. Penstemon filisepalis Straw
92. Penstemon flavescens Pennell
93. Penstemon floribundus Danley
94. Penstemon floridus Brandegee
95. Penstemon flowersii Neese & S.L.Welsh
96. Penstemon franklinii S.L.Welsh
97. Penstemon fremontii Torr. & A.Gray
98. Penstemon fruticiformis Coville
99. Penstemon fruticosus (Pursh) Greene
100. Penstemon gairdneri Hook.
101. Penstemon galloensis G.L.Nesom
102. Penstemon gentianoides (Kunth) Poir.
103. Penstemon gentryi Standl.
104. Penstemon gibbensii Dorn
105. Penstemon glaber Pursh
106. Penstemon glandulosus Douglas ex Lindl.
107. Penstemon glaucinus Pennell
108. Penstemon globosus (Piper) Pennell & D.D.Keck
109. Penstemon goodrichii N.H.Holmgren
110. Penstemon gormanii Greene
111. Penstemon gracilentus A.Gray
112. Penstemon gracilis Nutt.
113. Penstemon grahamii D.D.Keck
114. Penstemon griffinii A.Nelson
115. Penstemon grinnellii Eastw.
116. Penstemon guadalupensis A.Heller
117. Penstemon hallii A.Gray
118. Penstemon harbourii A.Gray
119. Penstemon harringtonii Penland
120. Penstemon hartwegii Benth.
121. Penstemon havardii A.Gray
122. Penstemon haydenii S.Watson ex J.M.Coult.
123. Penstemon henricksonii Straw
124. Penstemon hesperius M.E.Peck
125. Penstemon heterodoxus A.Gray
126. Penstemon heterophyllus Lindl.
127. Penstemon hidalgensis Straw
128. Penstemon hirsutus (L.) Willd.
129. Penstemon humilis Nutt. ex A.Gray
130. Penstemon idahoensis N.D.Atwood & S.L.Welsh
131. Penstemon imberbis (Kunth) Trautv.
132. Penstemon immanifestus N.H.Holmgren
133. Penstemon incertus Brandegee
134. Penstemon inflatus Crosswh.
135. Penstemon isophyllus B.L.Rob.
136. Penstemon jamesii Benth.
137. Penstemon janishiae N.H.Holmgren
138. Penstemon × jonesii Pennell
139. Penstemon kingii S.Watson
140. Penstemon kralii D.Estes
141. Penstemon labrosus (A.Gray) Mast. ex Hook.f.
142. Penstemon laetus A.Gray
143. Penstemon laevigatus Aiton
144. Penstemon laevis Pennell
145. Penstemon lanceolatus Benth.
146. Penstemon laricifolius Hook. & Arn.
147. Penstemon laxiflorus Pennell
148. Penstemon laxus A.Nelson
149. Penstemon leiophyllus Pennell
150. Penstemon lemhiensis (D.D.Keck) D.D.Keck & Cronquist
151. Penstemon lentus Pennell
152. Penstemon leonardii Rydb.
153. Penstemon leonensis Straw
154. Penstemon linarioides A.Gray
155. Penstemon longiflorus (Pennell) S.L.Clark
156. Penstemon luteus G.L.Nesom
157. Penstemon lyallii (A.Gray) A.Gray
158. Penstemon marcusii (D.D.Keck) N.H.Holmgren
159. Penstemon mensarum Pennell
160. Penstemon metcalfei Wooton & Standl.
161. Penstemon miniatus Lindl.
162. Penstemon × mirus A.Nelson
163. Penstemon miser A.Gray
164. Penstemon moffatii Eastw.
165. Penstemon mohinoranus Straw
166. Penstemon monoensis A.Heller
167. Penstemon montanus Greene
168. Penstemon moriahensis N.H.Holmgren
169. Penstemon × moronensis Crosswh.
170. Penstemon mucronatus N.H.Holmgren
171. Penstemon multiflorus (Benth.) Chapm. ex Small
172. Penstemon murrayanus Hook.
173. Penstemon nanus D.D.Keck
174. Penstemon navajoa N.H.Holmgren
175. Penstemon neomexicanus Wooton & Standl.
176. Penstemon neotericus D.D.Keck
177. Penstemon newberryi A.Gray
178. Penstemon nitidus Douglas ex Benth.
179. Penstemon nudiflorus A.Gray
180. Penstemon occiduus Straw
181. Penstemon oklahomensis Pennell
182. Penstemon oliganthus Wooton & Standl.
183. Penstemon ophianthus Pennell
184. Penstemon osterhoutii Pennell
185. Penstemon ovatus Douglas
186. Penstemon pachyphyllus A.Gray ex Rydb.
187. Penstemon pahutensis N.H.Holmgren
188. Penstemon pallidus Small
189. Penstemon palmeri A.Gray
190. Penstemon papillatus J.T.Howell
191. Penstemon × parishii A.Gray
192. Penstemon parryi A.Gray
193. Penstemon parvulus (A.Gray) Krautter
194. Penstemon parvus Pennell
195. Penstemon patens (M.E.Jones) N.H.Holmgren
196. Penstemon payettensis A.Nelson & J.F.Macbr.
197. Penstemon paysoniorum D.D.Keck
198. Penstemon peckii Pennell
199. Penstemon × peirsonii Munz & I.M.Johnst.
200. Penstemon penlandii W.A.Weber
201. Penstemon pennellianus D.D.Keck
202. Penstemon perfoliatus Al.Brongn.
203. Penstemon perpulcher A.Nelson
204. Penstemon personatus D.D.Keck
205. Penstemon petiolatus Brandegee
206. Penstemon pinifolius Greene
207. Penstemon pinorum L.M.Shultz & J.S.Shultz
208. Penstemon plagapineus Straw
209. Penstemon platyphyllus Rydb.
210. Penstemon potosinus Straw
211. Penstemon pratensis Greene
212. Penstemon procerus Douglas ex Graham
213. Penstemon pruinosus Douglas
214. Penstemon pseudoparvus Crosswh.
215. Penstemon pseudoputus (Crosswh.) N.H.Holmgren
216. Penstemon pseudospectabilis M.E.Jones
217. Penstemon pudicus Reveal & Beatley
218. Penstemon pumilus Nutt.
219. Penstemon punctatus Brandegee
220. Penstemon purpusii Brandegee
221. Penstemon putus A.Nelson
222. Penstemon radicosus A.Nelson
223. Penstemon rattanii A.Gray
224. Penstemon reidmoranii Zacarías & A.Wolfe
225. Penstemon retrorsus Payson
226. Penstemon rhizomatosus N.H.Holmgren
227. Penstemon richardsonii Douglas ex Lindl.
228. Penstemon roezlii Regel
229. Penstemon roseus (Cerv. ex Sweet) G.Don
230. Penstemon rostriflorus Kellogg
231. Penstemon rotundifolius A.Gray
232. Penstemon rubicundus D.D.Keck
233. Penstemon rupicola (Piper) Howell
234. Penstemon rydbergii A.Nelson
235. Penstemon salmonensis N.H.Holmgren
236. Penstemon saltarius Crosswh.
237. Penstemon saxosorum Pennell
238. Penstemon scapoides D.D.Keck
239. Penstemon scariosus Pennell
240. Penstemon schaffneri (Hemsl.) Straw
241. Penstemon secundiflorus Benth.
242. Penstemon seorsus (A.Nelson) D.D.Keck
243. Penstemon sepalulus A.Nelson
244. Penstemon serrulatus Menzies ex Sm.
245. Penstemon smallii A.Heller
246. Penstemon spatulatus Pennell
247. Penstemon speciosus Douglas
248. Penstemon spectabilis Thurb. ex A.Gray
249. Penstemon stenophyllus A.Gray
250. Penstemon stephensii Brandegee
251. Penstemon strictiformis Rydb.
252. Penstemon strictus Benth.
253. Penstemon subglaber Rydb.
254. Penstemon subserratus Pennell
255. Penstemon subulatus M.E.Jones
256. Penstemon sudans M.E.Jones
257. Penstemon superbus A.Nelson
258. Penstemon tenuiflorus Pennell
259. Penstemon tenuifolius Benth.
260. Penstemon tenuis Small
261. Penstemon tepicensis Straw
262. Penstemon teucrioides Greene
263. Penstemon thompsoniae (A.Gray) Rydb.
264. Penstemon thurberi Torr.
265. Penstemon tidestromii Pennell
266. Penstemon tiehmii N.H.Holmgren
267. Penstemon tracyi D.D.Keck
268. Penstemon triflorus A.Heller
269. Penstemon triphyllus Douglas
270. Penstemon tubaeflorus Nutt.
271. Penstemon uintahensis Pennell
272. Penstemon utahensis Eastw.
273. Penstemon venustus Douglas
274. Penstemon virens Pennell ex Rydb.
275. Penstemon virgatus A.Gray
276. Penstemon vizcainensis Moran
277. Penstemon vulcanellus Crosswh.
278. Penstemon wardii A.Gray
279. Penstemon washingtonensis D.D.Keck
280. Penstemon watsonii A.Gray
281. Penstemon wendtiorum B.L.Turner
282. Penstemon whippleanus A.Gray
283. Penstemon wilcoxii Rydb.
284. Penstemon wislizeni (A.Gray) Straw
285. Penstemon wrightii Hook.
286. Penstemon xylus A.Nelson
287. Penstemon yampaensis Penland

## Sinonimi
- Apentostera Raf.
- Bartramia Salisb.
- Dasanthera Raf.
- Elmigera Rchb. ex Spach
- Leiostemon Raf.
- Lepteiris Raf.